# 天主教那格浦尔总教区
天主教那格浦爾總教區（拉丁語：Archidioecesis Nagpurensis）是羅馬天主教會以印度馬哈拉施特拉邦東部最大都市那格浦爾為中心的一個總主教區。下轄三個教區。
教區包括馬哈拉施特拉邦東北部和中央邦東南部。2006年有教友24,446名，僅佔轄區總人口的0.2%。由一百廿四名司鐸名管理廿四個堂區。現任教區總主教為厄里亞·若瑟·貢薩爾維斯。
1887年7月11日建立教區，1953年9月19日升為總教區。